# Mansour Ciss
Pour les articles homonymes, voir Ciss.
 (janvier 2019).
Mansour Ciss, né le 28 mai 1957 à Dakar, est un plasticien sénégalais établi à Berlin (Allemagne). En collaboration avec l'artiste canadien Baruch Gottlieb, il crée en 2001 le laboratoire Déberlinisation, une œuvre conceptuelle à l’origine de l’afro, une monnaie imaginaire conçue comme symbole du panafricanisme.